# Сухиашвили, Константин Давидович
Константин Давидович Сухиашвили (21 мая 1902, Зестафонский муниципалитет — 3 мая 1955, Москва) — советский военно-морской деятель, контр-адмирал (27.01.1951).

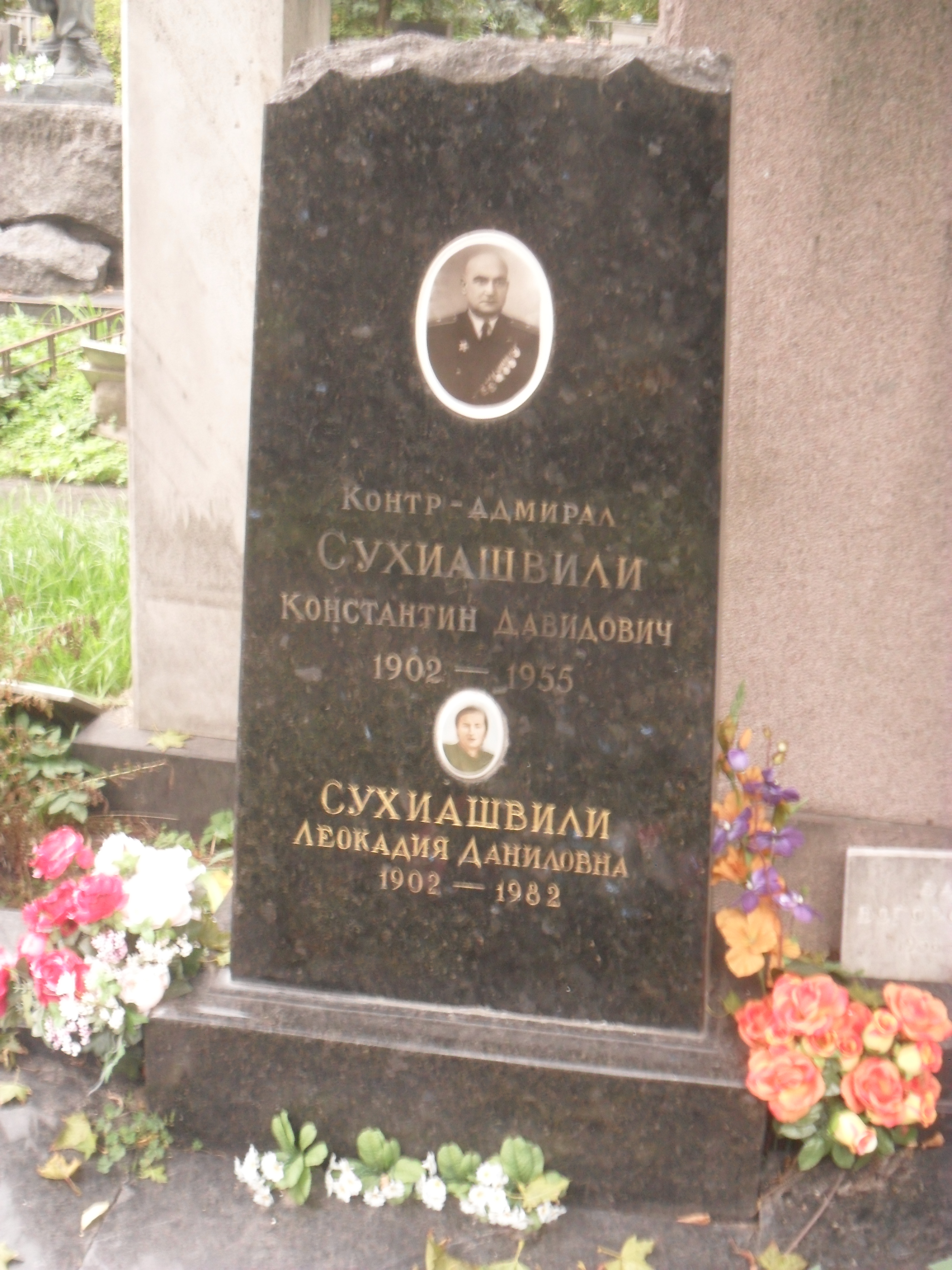
Могила Сухиашвили на Новодевичьем кладбище Москвы.

## Биография
Родился 21 мая 1902 года в селе Сацабле (ныне Зестафонский муниципалитет Грузии).
В ВМФ с 1921 года.  Член ВКП(б) — с 1927. Окончил подготовитовительный курс Батумского ВМУ (4.1921—4.1923), ВМУ (4.1923—5.1925), артиллерийский класс СККС ВМС РККА (10.1927—11.1928), морское отделение военно-морского факультета ВВА им. К. Е. Ворошилова (1.1953—11.1954).
Артиллерист канонерской лодки «Ленин» (5—12.1925), вахтенный начальник (12.1925—3.1927), артиллерист (3—10.1927) канонерской лодки «Красный Азербайджан», артиллерист эсминцев «Яков Свердлов» (11.1928—4.1930), «Ленин» (4—11.1930). Старший артиллерист (11.1930—11.1933), старший помощник командира (11.1933—12.1935) крейсера «Красный Кавказ», командир эсминцев «Фрунзе» (12.1935—3.1938), «Петровский» (3—8.1938). Начальник артиллерийского отдела ВСККС ВМФ (8.1938—10.1939). Старший инспектор Инспекции УВМУЗ ВМФ (10.1939—4.1940). Начальник КВВМУ (4.1940—10.1941).
Во время Великой Отечественной войны был командиром 75-й морской стрелковой бригады (11.1941—3.1942), преобразованной в 3 гв. сбр (3—5.1942), и. о. командира 27-й гвардейской стрелковой дивизией (5—6.1942). Участвовал в боях под Москвой и городами Старая Русса и Холм, в окружении и уничтожении Демянской группировки противника. За боевые заслуги бригада была переименована в гвардейскую. 
Затем был начальником Высшего военно-морского училища имени М. В. Фрунзе (1942—1944), располагавшегося в то время в Баку, начальником Каспийского высшего военно-морского училища (1944—1945).
После войны был командиром военно-морской базы в Порккала-Удд (06.1945—05.1950), командиром Одесской военно-морской базы (05.1950—05.1955).
Награждён орденом Ленина (1945), тремя орденами Красного Знамени (1942, 1944, 1950), орденом Отечественной войны 1-й степени (1944), медалями.
Скончался в Главном военно-морском госпитале в Москве 3 мая 1955 года, похоронен на Новодевичьем кладбище Москвы.